# 天主教地拉那-都拉斯總教區
天主教地拉那-都拉斯總教區（拉丁語：Archidioecesis Tiranensis-Dyrracena）是羅馬天主教在阿爾巴尼亞的一個教省總教區，下轄一個教區和南阿爾巴尼亞宗座署理區。
教區最早有文獻記錄的主教在431年參加以弗所公會議。教區於1209年升為都拉斯總教區，1992年12月23日易名為都拉斯-地拉那總教區，2005年1月25日升為教省總教區並易名至今。
總教區管轄地拉那州、都拉斯州和列澤州庫爾賓區，2010年時有130,380名教友，佔轄區總人口10.8%。教區下轄19個堂區，有39名司鐸。現任總主教為喬治·弗倫多，輔理主教為亞德·多達伊。